# 전화교환원

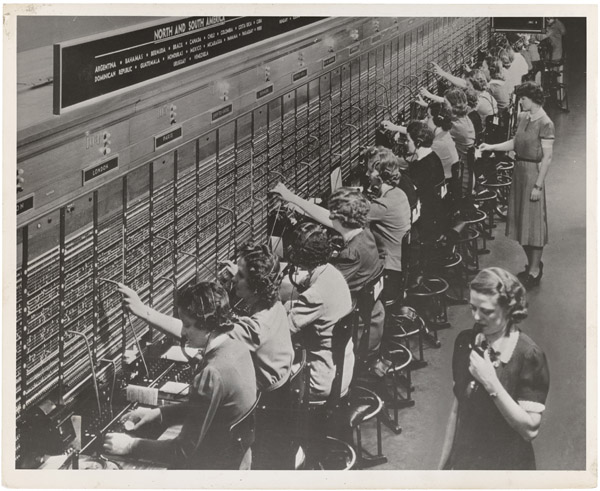
벨 시스템의 수동 전화교환기를 조작하는 전화교환원들

전화교환원(電話交換員, 영어: switchboard operator)은 전화 통신 기술이 등장한 초기에 수동 전화교환기에서 한 쌍의 전화 플러그를 잭에 삽입하여 전화를 연결하는 요원을 뜻한다. 과거에는 전화교환수(電話交換手), 교환수라 불리기도 하였다. 수동식 전화교환이 점차 자동 시스템으로 대체되면서 전화교환원 시스템은 시내 통화에서 시외 통화로, 또 국제전화 시스템으로 점차 줄어들었다.
1878년 1월 보스턴 전화발송회사(Boston Telephone Dispatch company)에서 조지 윌라드 크로이(George Willard Croy)가 최초의 전화교환원으로 일했다. 에마 너트(Emma Nutt)가 1878년 9월 1일에 최초의 여성 전화교환원으로 일을 시작한 이래 미국에서 전화교환원은 주로 여성 노동을 사용하는 직종이 되었다.
1902년 3월 20일 대한제국이 일반인이 사용할 수 있는 한성~인천 간 전화를 가설한 이래 한반도에도 전화교환원이 전화를 교환하는 시스템이 도입되었다.